# Rivière-Saas-et-Gourby
Rivière-Saas-et-Gourby – miejscowość i gmina we Francji, w regionie Nowa Akwitania, w departamencie Landy.
Według danych na rok 1990 gminę zamieszkiwało 809 osób, a gęstość zaludnienia wynosiła 30 osób/km² (wśród 2290 gmin Akwitanii Rivière-Saas-et-Gourby plasuje się na 514. miejscu pod względem liczby ludności, natomiast pod względem powierzchni na miejscu 327.).